# Gustaf Hammarsten
Gustaf Hammarsten (Stoccolma, 2 settembre 1967) è un attore svedese.

## Carriera

### Film
Ha preso parte a più di dieci film di autori differenti, apparendo tra gli altri in un piccolo ruolo in Con le migliori intenzioni (1992), diretto da Bille August. Uno dei ruoli più noti è quello ottenuto per il film Together (2000), diretto da Lukas Moodysson. Il debutto internazionale di Hammarsten avviene con il film Brüno (2009), in cui interpreta Lutz.

### Televisione
Hammarsten è stato tra i protagonisti della fortunata serie televisiva Cleo (2002-2003) ed è apparso in numerosi programmi televisivi.
È uno dei protagonisti delle nuove stagioni della serie Omicidi a Sandhamn.

### Teatro
Hammarsten collabora con il Teatro di Stoccolma (Stockholms stadsteater).

## Filmografia parziale
- Kursk, regia di Thomas Vinterberg (2018)
- Rapina a Stoccolma (Stockholm), regia di Robert Budreau (2018)
- Old, regia di M. Night Shyamalan (2021)